# Latrille
Latrille ist eine französische Gemeinde mit 167 Einwohnern (Stand 1. Januar 2022) im Département Landes in der Region Nouvelle-Aquitaine (vor 2016: Aquitanien). Sie gehört zum Arrondissement Mont-de-Marsan und zum Kanton Adour Armagnac.
Der Name lautet in der gascognischen Sprache Latrilha. Er ist eine Ableitung von Latreille, was im Mittelalter eine Weinlaube oder einen Obstgarten bezeichnete.
Die Einwohner werden Latrillois und Latrilloises genannt.

## Geographie
Latrille liegt ca. 35 Kilometer südöstlich von Mont-de-Marsan unweit von Aire-sur-l’Adour in der Landschaft Chalosse der historischen Provinz Gascogne an der Grenze zum Département Gers.
Umgeben wird Latrille von den Nachbargemeinden:
|                  | Aire-sur-l’Adour                            |              |
| Sorbets          | Kompassrose, die auf Nachbargemeinden zeigt | Ségos (Gers) |
| Miramont-Sensacq |                                             | Saint-Agnet  |

### Hydrologie
Latrille liegt im Einzugsgebiet des Flusses Adour. 
Mehrere seiner Zuflüsse durchziehen das Gebiet der Gemeinde:
- der Broussau mit seinem Nebenfluss
  - Ruisseau de Roumatgé und
- der Lourden.[3]

Der Broussau wird im Gemeindegebiet zweifach aufgestaut, und zwar
- zum Lac de Lamenchaou und
- zum Lac de Latrille

## Geschichte

### Einwohnerentwicklung
Nach Beginn der Aufzeichnungen stieg die Einwohnerzahl bis zur Mitte des 19. Jahrhunderts auf Höchststände von rund 305. In der Folgezeit sank die Größe der Gemeinde bei Erholungsphasen bis zu den 1930er Jahren auf 170 Einwohner, bevor eine leichte Wachstumsphase bis zur Jahrtausendwende einsetzte. Seitdem ist die Zahl der Einwohner stark rückläufig.
| Jahr                       | 1962 | 1968 | 1975 | 1982 | 1990 | 1999 | 2006 | 2013 | 2021 |
| -------------------------- | ---- | ---- | ---- | ---- | ---- | ---- | ---- | ---- | ---- |
| Einwohner                  | 183  | 185  | 187  | 164  | 165  | 186  | 170  | 154  | 167  |
| Quellen: Cassini und INSEE |      |      |      |      |      |      |      |      |      |

## Sehenswürdigkeiten

### PfarrkircheNotre-Dame
Der Bau der Kirche erfolgte im 16. Jahrhundert. Ihr Langhaus birgt ein Hauptschiff, an dem sich ein Seitenschiff anschließt und das mit einem halbrunden Chor verlängert wird. Das Seitenschiff ist kürzer als das Hauptschiff und in der Nische zwischen Seitenschiff und Apsis befindet sich die Sakristei. Die Fenster sind in Rundbogenform ausgestaltet. Im Westen erhebt sich ein dreieckiger Glockengiebel mit zwei Aussparungen für die Glocken.

## Wirtschaft und Infrastruktur
Die Landwirtschaft ist der wichtigste Wirtschaftsfaktor der Gemeinde.
Latrille liegt in der Zone AOC des Weinbaugebiets Tursan.

Logo des Jakobswegs

### Sport und Freizeit
- Der Fernwanderweg „GR 65“ von Genf nach Roncesvalles führt durch das Gemeindegebiet. Er folgt ab Le Puy-en-Velay der Via Podiensis, einem der vier historischen Wege der Jakobspilger in Frankreich.[10]

- Der Stausee von Latrille besitzt eine Oberfläche von 48 ha und eine maximale Wassertiefe von 12 m.[11]

### Verkehr
Latrille ist erreichbar über die Routes départementales 62, 260 (Gers), 375, 456 und 834, der ehemaligen Route nationale 134.
Die Autoroute A65, genannt Autoroute de Gascogne, durchquert das Gemeindegebiet, allerdings ohne direkte Ausfahrt zum Ort. Die nächste Ausfahrt 7 ist ca. 6 km vom Zentrum von Latrille entfernt.